# Bandungue
Bandungue (em indonésio: Bandung; em sundanês: ᮘᮔ᮪ᮓᮥᮀ) é uma cidade da ilha de Java, na Indonésia. Localiza-se no interior da zona oeste da ilha. Tem um clima fresco, o que faz dela uma estância turística. É também um centro cultural e industrial importante. A sua área metropolitana tinha quase nove milhões de habitantes em 2023. Foi fundada pelos holandeses em 1810. Ali se realizou em 1955 a Conferência de Bandungue que deu origem ao Movimento Não Alinhado.
É a capital da província de Java Ocidental e dista cerca de 30 km do vulcão Tangkuban Perahu.